# Block Elements
Block Elements è un blocco Unicode. È costituito dai 32 caratteri compresi nell'intervallo U+2580-U+259F.
Contiene diversi blocchi con diversi riempimenti e ombreggiature. I caratteri sono basati su vari standard orientati al terminale e al videotex, tra cui code page 437.

## Tabella compatta di caratteri

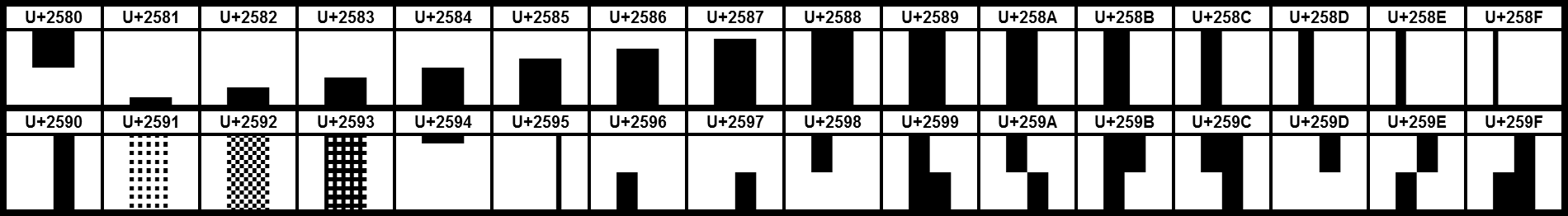
Block Elements

|     | 0 | 1 | 2 | 3 | 4 | 5 | 6 | 7 | 8 | 9 | A | B | C | D | E | F |
| --- | - | - | - | - | - | - | - | - | - | - | - | - | - | - | - | - |
| 258 | ▀ | ▁ | ▂ | ▃ | ▄ | ▅ | ▆ | ▇ | █ | ▉ | ▊ | ▋ | ▌ | ▍ | ▎ | ▏ |
| 259 | ▐ | ░ | ▒ | ▓ | ▔ | ▕ | ▖ | ▗ | ▘ | ▙ | ▚ | ▛ | ▜ | ▝ | ▞ | ▟ |